# Elizabeth (Australia Meridional)

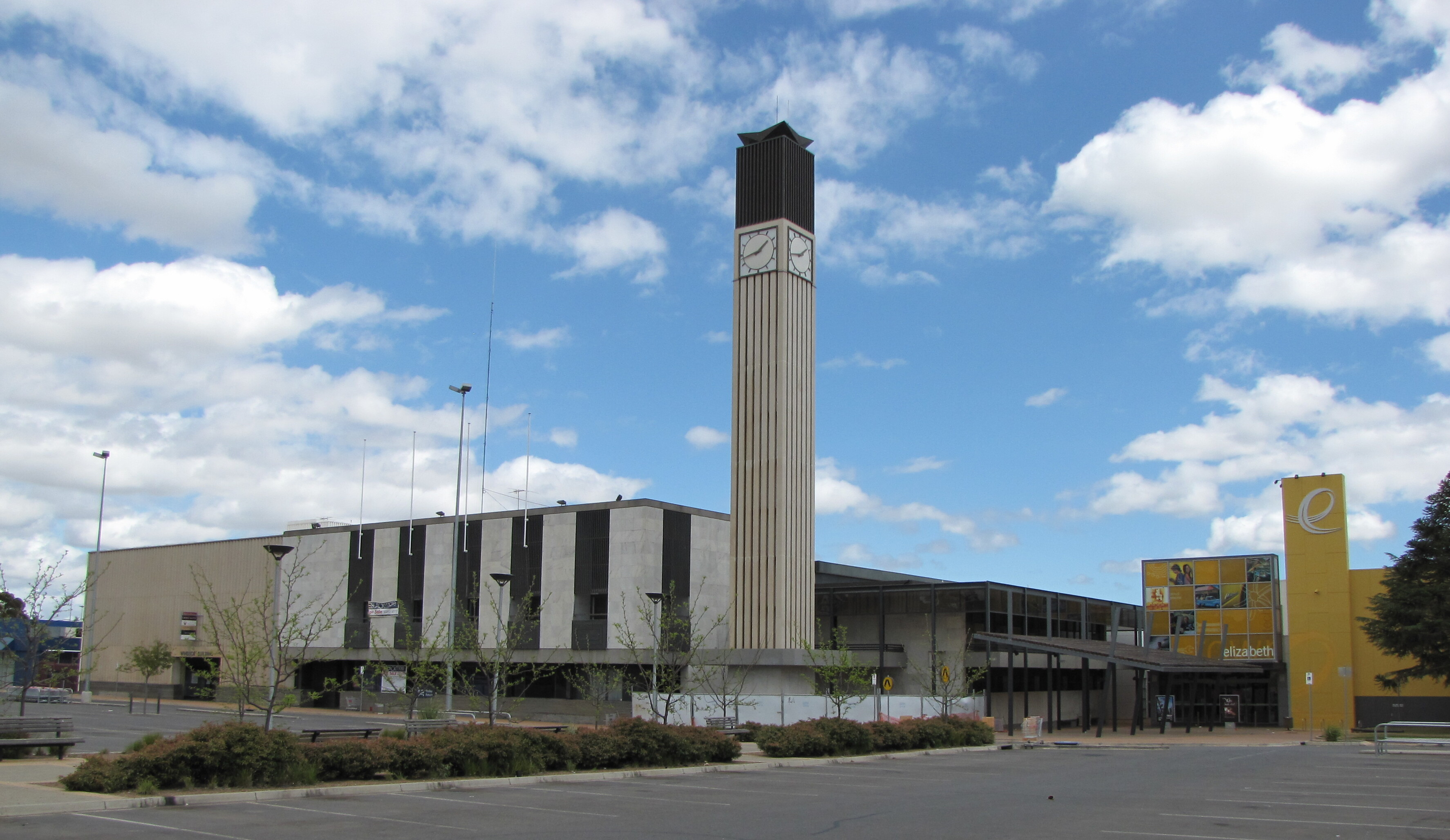
Torre del reloj en el Centro Comercial Elizabeth City con el edificio Windsor a la izquierda de la imagen.

Elizabeth es una ciudad satélite localizada en la periferia norte de Adelaida, Australia. Fue fundada en 1955 como una ciudad planificada por la South Australian Housing Trust (autoridad gubernamental de Australia Meridional encargada de los desarrollos urbanísticos), en una parcela rural de 12 km² entre las ciudades de Salisbury y Smithfield. Elizabeth tiene los suburbios residenciales de Elizabeth Sur y Elizabeth Norte, configurados ambos como una comunidad local alrededor de un pequeño centro comercial. La población de la localidad se formó con empleados de la fábrica de automóviles Holden localizada en el municipio y de la Defence Science and Technology Organisation, empresa dependiente del Ministerio de Defensa de Australia. A ellos se le sumaron inmigrantes (especialmente ingleses), que fueron animados a establecerse en Elizabeth y sus suburbios.
Elizabeth es la ciudad en la que disputan sus partidos los Bulldogs del Distrito Central, equipo de fútbol australiano que participa en la Liga Nacional de Fútbol de Australia Meridional (SANFL por sus siglas en inglés). Actualmente es el equipo más fuerte de la SANFL, habiendo ganado ocho de los diez últimos campeonatos. Disputan todos sus partidos en el Óvalo Hamra Homes (también conocido como Óvalo de Elizabeth).
En el año 1997 Elizabeth se fusionó con la ciudad de Munno Para, dando lugar al área de gobierno local de la Ciudad de Playford.
- Datos: Q3723370
- Multimedia: Elizabeth, South Australia / Q3723370